# خسروآباد (کوهرنگ)
خسروآباد (کوهرنگ)، روستایی از توابع بخش مرکزی شهرستان کوهرنگ در استان چهارمحال و بختیاری ایران است.این روستا بیش از ۸۰ خانوار دارد .
شورای این روستا فرزاد جانگیری است.
دهیار این روستا فرشید خسروی است.

## جمعیت
این روستا در دهستان شوراب تنگزی قرار دارد و براساس سرشماری مرکز آمار ایران در سال ۱۴۰۱، جمعیت آن۶۰۰ نفر (۱۲۰خانوار) بوده‌است.